# Platysphinx piabilis
Platysphinx piabilis är en fjärilsart som beskrevs av William Lucas Distant 1897. Platysphinx piabilis ingår i släktet Platysphinx och familjen svärmare. Inga underarter finns listade i Catalogue of Life.